# Björn Mehnert
Björn Mehnert (* 24. August 1976 in Dortmund) ist ein ehemaliger deutscher Fußballspieler und derzeitiger Fußballtrainer.

## Karriere als Spieler
Björn Mehnert spielte seit seinem siebten Lebensjahr Fußball bei der DJK Sportfreunde Nette. Seit der C-Jugend spielte er bei Borussia Dortmund. Mit der B-Jugend wurde er einmal, mit der A-Jugend zweimal Deutscher Meister dieser Altersklasse.
Mehnert begann seine Profi-Fußballkarriere ebenfalls bei Borussia Dortmund, wo er in der Saison 1997/98 drei Einsätze in der Fußball-Bundesliga hatte und am 11. März 1998 im Rückspiel des UEFA Super Cups 1997 für Michael Zorc eingewechselt wurde. Hiernach wechselte er zum LR Ahlen, doch im Jahr 2000 ging er wieder für zwei Jahre zu Borussia Dortmund. Mehnert wechselte 2002/03 zum Wuppertaler SV, wo er bis zur Winterpause 2006/07 spielte. Danach spielte er für eine halbe Saison bei Preußen Münster in der Oberliga, ehe er wieder zum Wuppertaler SV, der zu dieser Zeit unter dem Namen Wuppertaler SV Borussia antrat, wechselte. Hier übernahm er neben seiner Tätigkeit als Spieler auch die Rolle des Trainerassistents der zweiten Mannschaft.
Zur Saison 2009/10 ging Mehnert zu Westfalia Rhynern. Auch hier arbeitete er als Assistenz-Trainer. Ab der Saison 2010/11 schloss er sich dem SV Hohenlimburg als Spielertrainer an. Darüber hinaus studierte er Sportmarketing und erstellte Videoanalysen für den Zweitligisten VfL Osnabrück.
Mehnert absolvierte drei Spiele in der 1. Bundesliga (keine Tore) und 190 Spiele in der Regionalliga (elf Tore).

## Karriere als Trainer
Ab Sommer 2011 war Mehnert Spielertrainer der ersten Mannschaft von Westfalia Rhynern als Nachfolger von Michael Lusch. In der Saison 2016/17 stieg er mit Rhynern in die Regionalliga West auf. Zwischen 2017 und 2020 betreute er den Regionalligisten SC Wiedenbrück., von 2020 bis 2022 den Regionalligisten Wuppertaler SV.
Zur Saison 2024/25 übernahm er den 1. FC Bocholt, wurde jedoch bereits nach sieben Spieltagen vom Verein freigestellt.